# Dhives Akuru

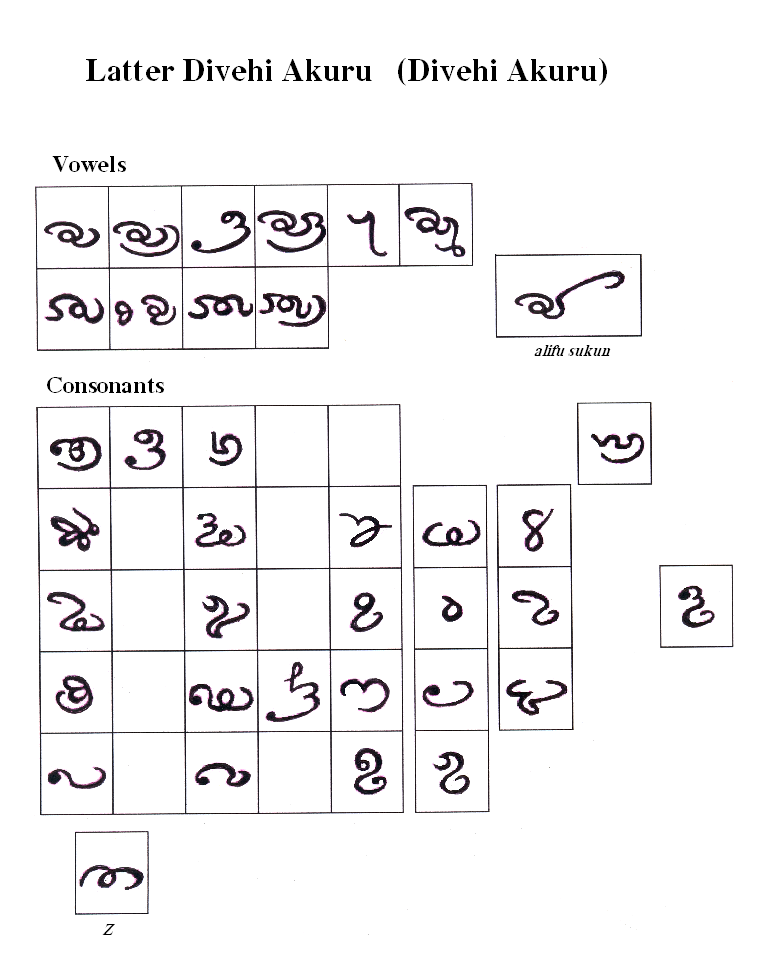
A régi maldív írásrendszer utolsó változata, amelyet az 1700-as évek körüli, az iszlámra való áttérése után használtak.

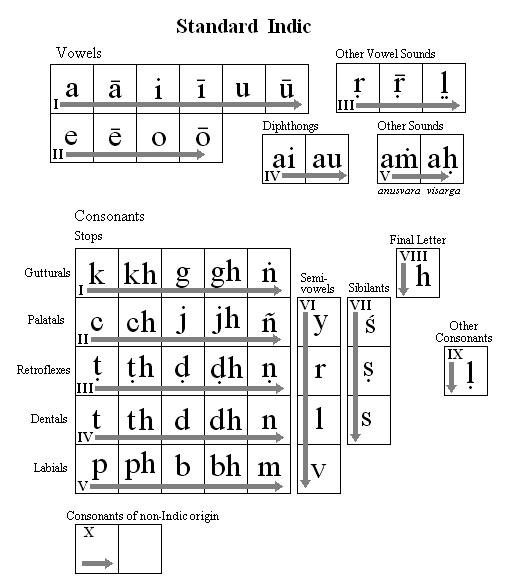
Szabványos indiai írásrendszerek jeleinek elrendezése. Ez a táblázat a betűk elhelyezkedésének ismertetésére szolgál.

A Dhives Akuru, későbbi nevén Dhivehi Akuru (jelentése: "maldív betűk") egy korábban a maldív nyelv leírására használt írásrendszer. A név az ISO 15919  átírása szerint más formában Dives Akuru vagy Divehi Akuru néven is leírható.

## Történelem
A Dhives Akuru a bráhmi írásból fejlődött ki. A legrégebbi igazolt felirat egyértelmű hasonlóságot mutat a hatodik-nyolcadik századi dél-indiai feliratokkal, amelyeket a brahmi írás helyi változatával írtak.  A későbbi feliratok betűi egyértelműen kurzív típusúak, erősen emlékeztetnek a Srí Lankán és Dél-Indiában használt középkori írásrendszerekre, mint a szingaléz, a grántha és a vatteluttu. A kannada-telugu írás néhány eleme is felfedezhető.   Ennek az írásnak a 12. és 13. századi loamaafaanu (rézlemezek) és a buddhista korszakból (I. e. ~200-tól az i. sz. 12. századig) származó korallkő feliratokon található változatát Bell Evēla Akuru-nak (azaz "régi írás"  :82-83; 5. lábjegyzet, nevezte el, hogy megkülönböztesse ugyanezen írásrendszer újabb formájától. A legújabb forma (kb. a 14. századtól kezdve) kalligrafikusabb volt, és a betűformák kissé megváltoztak. A többi bráhmi írásrendszerhez hasonlóan a Dhives Akuru is az egykor egységes bráhmi írásból származott, és így balról jobbra íródott.

'Dhivehi Akuru' legújabb, internetes betűtípusú változata. Figyeljük meg, hogy az ősi kalligráfia mennyire eltér a modern írásképtől.

A Dhives Akuru-t a Thaana mellett még a 19. század végéig használták néhány déli atollon. Az utolsó ismert hivatalos dokumentumot a déli atollokról (Dhives Akuru és Thaana írással) Haajee Muhammad Kaleygefaanu írta 1927-ben.  Azóta csak tudósok, vagy néhányan kedvtelésből használják. Még mindig megtalálható a sírköveken és néhány műemléken, többek között a maléi pénteki mecset főszerkezetét tartó oszlopok kőalapzatán. Bell egyik utazása során szerzett egy asztrológiai könyvet, amelyet a Maldív-szigetek déli részén, az Addu-atollon írtak Dhives Akuru írásrendszerrel. Ezt a könyvet ma a Srí Lanka-i Nemzeti Levéltárban őrzik Colombóban.
Bodufenvalhuge Sidi, egy kiváló maldív tudós 1959-ben írt egy könyvet Divehi Akuru címmel, Ibrahim Nasir akkori miniszterelnök ösztönzésére. 

## Unicode
A Dhives Akuru írásrendszert 2020 márciusában adták hozzá a Unicode 13.0-s verziójához, 72 betűmérettel, unicode blokkja: U+11900–U+1195F): 

## Fordítás
Ez a szócikk részben vagy egészben  a   Dhives Akuru című angol Wikipédia-szócikk ezen változatának fordításán alapul.  Az eredeti cikk szerkesztőit annak laptörténete sorolja fel. Ez a jelzés csupán a megfogalmazás eredetét és a szerzői jogokat jelzi, nem szolgál a cikkben szereplő információk forrásmegjelöléseként.